# Fagales
Fagales is een botanische naam, voor een orde van tweezaadlobbige planten: de naam is gevormd uit de familienaam Fagaceae. Een orde onder deze naam wordt vrij algemeen erkend in plantentaxonomische systemen, en zo ook door het APG I (1998), het APG II (2003), het APG III (2009) en het APG IV (2016).
Volgens APG IV is de indeling van de orde als volgt:
- orde Fagales
  - familie Betulaceae (Berkenfamilie)
  - familie Casuarinaceae
  - familie Nothofagaceae
  - familie Fagaceae (Napjesdragersfamilie)
  - familie Myricaceae (Gagelfamilie)
  - familie Juglandaceae (Okkernootfamilie)
  - familie Ticodendraceae

Dit is een geringe wijziging ten opzichte van APG I (1998), waar de samenstelling de volgende was:
- orde Fagales
  - familie Betulaceae
  - familie Casuarinaceae
  - familie Fagaceae
  - familie Juglandaceae
  - familie Myricaceae
  - familie Nothofagaceae
  - familie Rhoipteleaceae
  - familie Ticodendraceae

Ook het Cronquist-systeem (1981) erkende een orde onder deze naam, met een plaatsing in de onderklasse Hamamelidae. Deze orde was heel anders van samenstelling, namelijk als volgt:
- orde Fagales
  - familie Balanopaceae
  - familie Betulaceae
  - familie Fagaceae

Ook het Wettstein-systeem (1901-1908) erkende een orde onder deze naam, ingedeeld in de onderklasse Choripetalae, met de volgende samenstelling:
- orde Fagales
  - familie Betulaceae
  - familie Fagaceae